# Индустриальное наследие
Индустриальное наследие (англ. Industrial heritage) — культурное наследие, отражающее развитие массового индустриального производства, которое относится к периоду с конца XVIII века до середины XX века.
К индустриальному наследию принято относить здания заводов, вокзалов, различные агрегаты и механизмы, построенные как по индивидуальному заказу, так и согласно массовым проектам. Так же к этой категории относится инфраструктура, транспорт, элементы социальной организации, связанные с производством, места переработки энергии. Если в настоящее время для многих объектов материального культурного наследия применяют такие критерии как эстетичность и уникальность, то материальное наследие индустриального периода ценится прежде всего как документальное доказательство нетипичности данного периода в человеческой истории. Изучение и восстановление индустриального наследия помогает понять индустриализацию — одно из наиболее значительных явлений в истории каждой достаточно развитой в настоящее время страны.

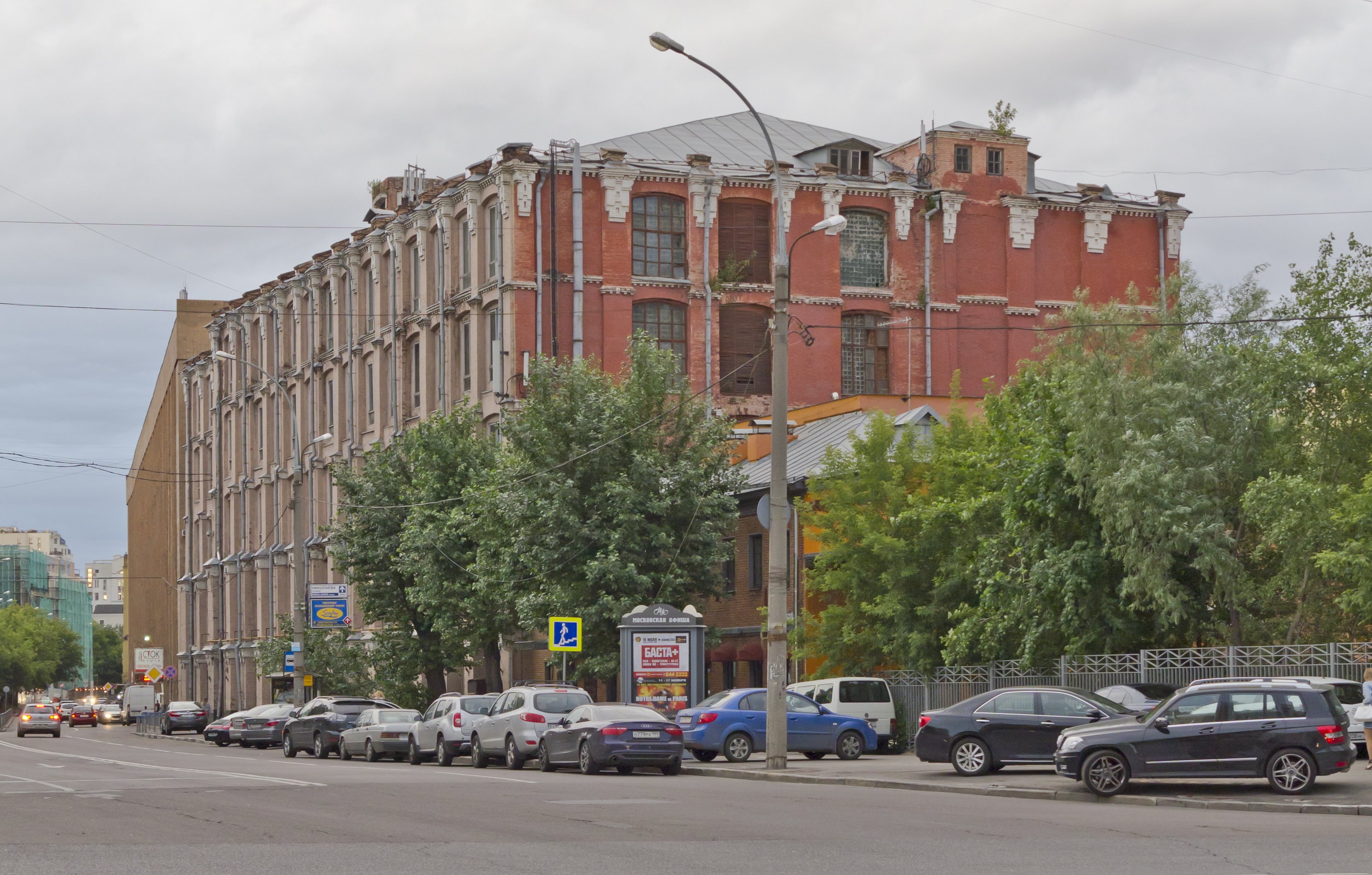
Один из исторических корпусов Трёхгорной мануфактуры в Москве

## Проблемы
В современном постиндустриальном обществе формируется систематический подход к охране индустриальных памятников. В России и некоторых других странах СНГ, где переход от индустриального к постиндустриальному обществу ещё не завершён, индустриальное наследие все ещё рассматривается с точки зрения его функциональной значимости, в то время как мемориальная составляющая данных объектов не играет значительной роли. Основная проблема, с которой сталкиваются люди, работающие над сохранением памятников данного вида наследия, заключается в следующем: индустриальное наследие было создано с целью производства и не претендовало на обладание исторической, научной, архитектурной, технологической и социальной ценностями. Это наследие не является произведением искусства, и сохраняется не для созерцания, а для лучшего понимания развития эпохи.

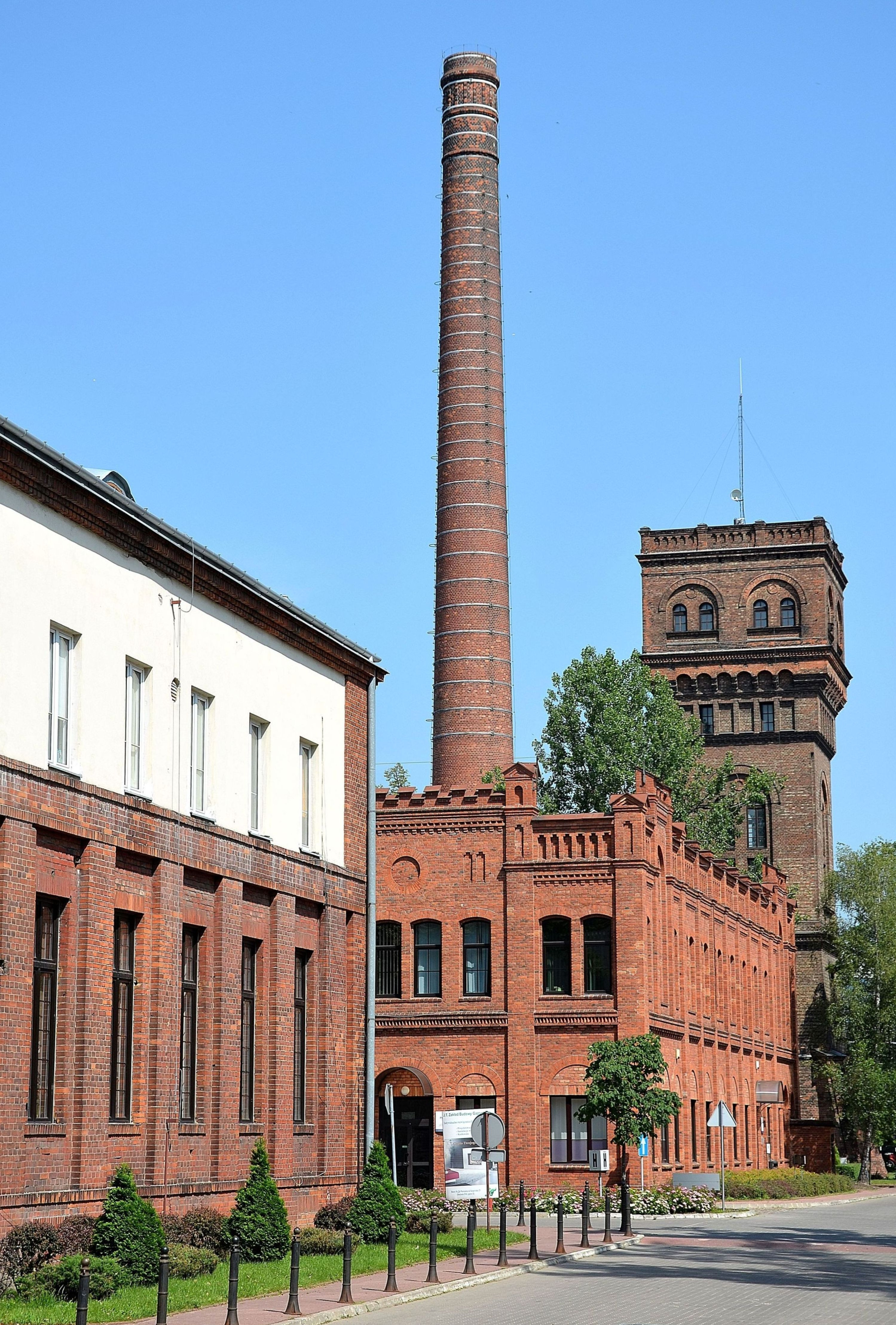
Газовый завод в Варшаве. Теперь в его зданиях находится музей

## Классификация
В связи с тем, что процесс индустриализации затронул многие государства практически одновременно, а объекты создавались исключительно с функциональной точки зрения, характерной особенностью индустриального наследия является однотипность и повторяемость. Оборудование для заводов и фабрик создавалось массово, а здания строились по единым принципам. Следовательно объекты для сохранения должны выбираться тщательно и по принципу наибольшей репрезентативности.
В статье Индустриальное наследие (к вопросу о понимании данной концепции в России и за рубежом) Запарий В. В. предлагает следующие принципы классификации индустриального наследия:
- Классификация в соответствии с функциями:

1. производственные центры (мастерские, металлургические заводы и фабрики, шахты и те места, в которых есть какое-либо производство);
2. склады и хранилища (для хранения сырья, полуфабрикатов и готовой продукции);
3. энергия (места, где энергия генерируется, передаётся и используется, включая энергию падающей воды)
4. транспорт (пассажирские и грузовые транспортные средства и их инфраструктура, состоящая из железнодорожных путей, портов, дорог и аэровокзалов);
5. социальная среда (места поселения рабочих, школы, церкви, больницы при фабриках и т. д.).

- Классификация в соответствии с тематикой:

1. текстильная промышленность;
2. добыча и обработка руды, нерудных полезных ископаемых;
3. производство и добыча угля, газа и нефти.

- Хронологическая классификация

1. доиндустриальный период включает промышленные объекты, созданные до периода индустриализации;
2. первый индустриальный период, который начался в Западной Европе и Северной Америке в конце XVIII века, и который характеризовался систематическим использованием гидроэнергии и угля, созданием железнодорожных путей, использование угольных бассейнов, а также и крупномасштабным производством хлопковых тканей;
3. второй индустриальный период, который начался в XX в. с использования электроэнергии и топлива, производства моторных транспортных средств и аэропланов;
4. постиндустриальный период.

## Способы сохранения и использования

### Международный комитет по сохранению индустриального наследия (TICCIH)
Данный комитет начал образовываться в 1960-е годы в Великобритании как общественная организация жителей индустриальных центров. Участники движения выступали за сохранение промышленных объектов, которые являлись частью социокультурной среды обитания современного общества.
В 1974 году Комитет провёл первый международный конгресс, с тех пор данный конгресс проводится каждые 4 года. Последний конгресс был проведён с 6 по 11 сентября 2015 года в Лиле, Франция под названием  Industrial Heritage in the Twenty-First Century, New Challenges.
Россия вошла в состав Комитета в 1994 году и первым национальным представителем был академик РАН Алексеев, Вениамин Васильевич. С этого времени Российская Федерация активно принимает участие во всех мероприятиях Международного комитета, в частности Конгрессы 1996 и 2003 годов были проведены в России.

### Использование в туризме
Индустриальный туризм — исследование территорий производственных объектов, связанное, зачастую, с незаконным проникновением и нахождением исследователей с целью получения психического и эстетического удовольствия, а также адреналина. В некотором роде индустриальный туризм имеет сходство с молодёжными субкультурами и в англоязычной среде именуется urban exploration.

### Использование в арт-среде[3]
Некоторые объекты индустриального наследия активно выполняют функцию арт-центров. Этому способствуют функциональные особенности помещений: высокие потолки, большие окна, лаконичное пространство, отсутствие большого количества перегородок. Все это позволяет без особых усилий создавать временные экспозиции, организовывать различные концерты и прочие мероприятия, рассчитанные на большое количество людей.
В качестве примеров можно привести такие арт-центры как Центр современного искусства «Гараж», «Этажи», креативное пространство «Цэх» в Минске.